# Vocal oberta posterior no arrodonida
La vocal oberta posterior no arrodonida és un fonema que es representa a l'AFI amb el símbol [ɑ] (una lletra grega alfa), sovint simplificat com una A cursiva.
Apareix en algunes de les llengües més parlades del món, com l'àrab, el noruec, el persa i alguns dialectes de l'alemany, l'anglès, i el francès, entre d'altres.

## Característiques
- És una vocal perquè no hi ha cap interrupció en el pas de l'aire
- L'articulació és posterior, ja que la llengua tira cap enrere per produir-la
- És un so obert, perquè la boca s'obre al màxim per deixar passar l'aire
- La boca roman oberta amb els llavis estirats, per això no és arrodonida
- És un so oral perquè no surt aire pel nas

## En català
En català aquest so apareix com a variant posterior de la vocal /a/ a final de mot en alguns dialectes.